# The Sound Of Perseverance
The Sound of Perseverance - сьомий і останній студійний альбом американського дез-метал гурту Death, що вийшов у вересні 1998 року.

## Про альбом
Цей реліз, вже традиційно, показав ще більшу схильність гурту до прогресивного металу. Ця тенденція з'явилася і прогресувала з альбому Human, випущеного в 1991 році. Середня тривалість однієї композиції - близько шести хвилин. 
Пісня Voice of the Soul, інструментальний трек, що контрастує будь-який інший роботі групи через «м'які» гітари і відсутність ударних. В інтерв'ю 1999 Чак заявив, що Voice of the Soul була написана за часів Symbolic. 
Деякі з композицій цього диска (наприклад, «Bite the Pain») призначалися для першого диска Control Denied, але Шульдінер сам заперечував це в інтерв'ю в 1998 році. Він сказав , що жодна з його композицій для Control Denied не була використана, щоб заповнити місце для альбому Death. Коли Death підписали контракт з Nuclear Blast, Чак погодився записати останній альбом з Death, перш ніж рухатися вперед з Control Denied.

## Список композицій
1. "Scavenger Of Human Sorrow" - 6:54
2. "Bite The Pain" - 4:29
3. "Spirit Crusher" - 6:44
4. "Story To Tell" - 6:34
5. "Flesh And The Power It Holds" - 8:25
6. "Voice Of The Soul" - 3:42
7. "To Forgive Is To Suffer" - 5:55
8. "The Moment Of Clarity" - 7:22
9. "Painkiller" - 6:03

"Painkiller" - кавер-версія пісні Judas Priest.

## Учасники запису
- Чак Шульдінер - вокал, гітара
- РІчард Крісті - барабани
- Скотт Кленднін - бас-гітара
- Шеннон Хемм - гітара